# Marumoto Yuhei
Yuhei Marumoto (sinh ngày 21 tháng 5 năm 1991) là một cầu thủ bóng đá người Nhật Bản.

## Sự nghiệp câu lạc bộ
Yuhei Marumoto đã từng chơi cho Fujieda MYFC.